# Hideo Sakai
Hideo Sakai (堺井 秀雄 Sakai Hideo?,  10 de junio de 1909 en Ashiya, Hyōgo, Imperio del Japón - 3 de junio de 1996 en Nishinomiya, Hyōgo, Japón) fue un futbolista japonés que se desempeñaba como delantero.
Sakai fue elegido para integrar la selección nacional de Japón para los Juegos del Lejano Oriente de 1934. En 1934, donde disputó 3 encuentros.

## Trayectoria

### Clubes
| Club          | País  | Año  |
| ------------- | ----- | ---- |
| Kwangaku Club | Japón | ???? |

### Selección nacional
| Selección | País  | Año  |
| --------- | ----- | ---- |
| Absoluta  | Japón | 1934 |

## Estadística de equipo nacional
| Selección de Japón | Selección de Japón | Selección de Japón |
| Año                | Part.              | Goles              |
| ------------------ | ------------------ | ------------------ |
| 1934               | 3                  | 0                  |
| Total              | 3                  | 0                  |

## Palmarés

### Títulos nacionales
| Título             | Club          | País  | Año  |
| ------------------ | ------------- | ----- | ---- |
| Copa del Emperador | Kwangaku Club | Japón | 1929 |
| Copa del Emperador | Kwangaku Club | Japón | 1930 |